# Harpactocrates meridionalis
Harpactocrates meridionalis är en spindelart som beskrevs av José Vicente Ferrández och Martin 1986. Harpactocrates meridionalis ingår i släktet Harpactocrates och familjen ringögonspindlar.
Artens utbredningsområde är Spanien. Inga underarter finns listade i Catalogue of Life.